# Love Songs (tomik Sary Teasdale)
Love Songs – tomik wierszy amerykańskiej poetki Sary Teasdale, opublikowany w 1917 i wznowiony w 1918. Tom rozpoczyna się sonetem To E. i dzieli się na trzy cykle i poemat A November Night. Zawiera w większości krótkie wiersze jak Joy, Riches i Dusk in War Time, jak też The Wind i Morning, złożone ze strof czterowersowych. Poetka wykorzystuje jednak inne formy, jak sekstyna w wierszu Barter.